# Kruszyna (powiat radomski)
Kruszyna dawniej też Kruszyny – wieś w Polsce położona w województwie mazowieckim, w powiecie radomskim, w gminie Jedlińsk. Ma status sołectwa.

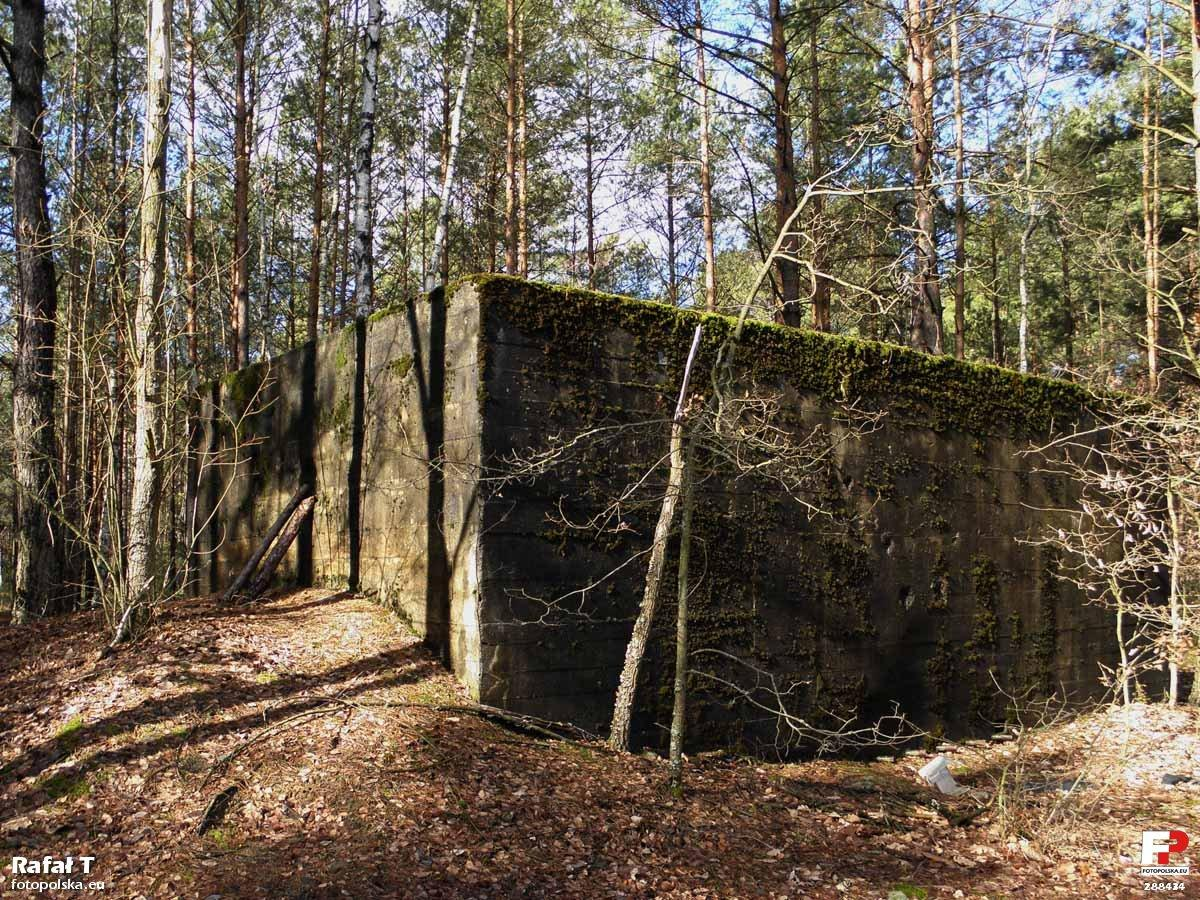
Bunkier w Lagrze Kruszyna.

W czasie II wojny światowej Niemcy założyli w pobliskich lasach obóz szkoleniowy Lager Kruszyna.
W latach 1975–1998 miejscowość należała administracyjnie do województwa radomskiego.
Przez Kruszynę przebiega linia kolejowa łącząca Warszawę z Radomiem i Krakowem – Przystanek Kruszyna.
Wierni Kościoła rzymskokatolickiego należą do parafii Niepokalanego Serca Najświętszej Maryi Panny w Bierwcach.